# Conde de Alvelos
Conde de Alvelos é um título nobiliárquico criado por D. Miguel I de Portugal no exílio, por Decreto de 19 de Setembro de 1853, em favor de José de Magalhães e Meneses de Vilas Boas.
Titulares
1. José de Magalhães e Meneses de Vilas Boas, 1.º Conde de Alvelos;
2. Francisco Perfeito de Magalhães e Meneses, 2.º Conde de Alvelos.

Após a Implantação da República Portuguesa, e com o fim do sistema nobiliárquico, usaram o título: 
1. Francisco Perfeito de Magalhães e Meneses de Vilas Boas, 3.º Conde de Alvelos;
2. José Perfeito de Magalhães e Meneses de Vilas Boas, 4.º Conde de Alvelos;
3. Duarte Miguel de Magalhães e Meneses de Vilas Boas, 5.º Conde de Alvelos;
4. Manuel Mouzinho de Albuquerque Mascarenhas Gaivão, 6.º Conde de Alvelos.